# Khalid El-Amin
Khalid El-Amin (Minneapolis, Minnesota, 25 de abril de 1979) es un exjugador de baloncesto estadounidense. Fue miembro del título de la NCAA en 1999 con Universidad de Connecticut y además jugó una temporada en la NBA con Chicago Bulls. Con 1,78 metros de altura, jugaba en la posición de base. Es el padre del actual jugador profesional Ishmael El-Amin.

## Trayectoria deportiva

### Universidad
Khalid comenzó jugando en el North High School en Minneapolis, donde obtuvo cuatro títulos estatales consecutivos. Fue nombrado McDonald's All-American y tres veces Jugador del año del estado de Minnesota. En su debut en la Universidad de Connecticut fue segundo en anotación con 16 puntos de media, récord en anotación de un freshman en UConn. Se quedaron a las puertas de la Final Four tras caer en una de las finales que daba acceso frente a North Carolina Tar Heels. En la temporada 1998-99 pudo resarcise con el título ante Duke Blue Devils. Enfrente, había estrellas de la talla de Elton Brand, Shane Battier, Corey Maggette, Trajan Langdon y William Avery.
El base será recordado para siempre en su universidad por sus 4 puntos finales que dieron la vuelta al marcador para ponerlo en el definitivo 77-74. En su temporada sophomore sus números decrecieron hasta los 13.8 puntos por partido.
En 2000, el equipo perdió a uno de sus puntales fundamentales, el MVP de la pasada Final Four, Richard Hamilton. El-Amin lideró a los Huskies en anotación (16 puntos por partido), asistencias (4.4) y robos (1.7), para ser nombrado en el Mejor Quinteto de la Big East. Fue uno de los 15 finalistas para el Universitario del Año e impuso un nuevo récord en la Big East Conference de 93.4% en tiros libres.
Connecticut acabó eliminado en 2ª ronda frente a Tennessee Volunteers con El-Amin lesionado con un esguince de tobillo.
Se retiró de los Huskies como uno de los mejores jugadores de la NCAA de finales de los 90. Su entrenador, Jim Calhoun, se refería a él con frecuencia como "más talentoso que Richard Hamilton".
El-Amin dejó UConn con los siguientes logros: cuarto mejor porcentaje en tiros libres de su historia con 82.2%, sexto en asistencias y quinto en robos. Sus promedios durante su carrera en la NCAA fueron de 16 puntos, 3.1 rebotes, 5.2 asistencias y 1.7 robos en 30.1 minutos.
Además, El-Amin también ayudó a USA a alcanzar la medalla de oro en los Goodwill Games de Nueva York en 1998.

### NBA
El-Amin fue elegido por Chicago Bulls en el puesto 34 de 2ª ronda del draft del 2000. Pese a la buena reputación que traía de la NCAA, en la NBA no llegó a cuajar. 
Khalid fue convocado para el All-Star de Rookies y Sophomores, donde anotó 18 puntos. Uno de los grandes factores fue la diferencia física entre El-Amin, 1.79 metros y 90 kilos de peso, y la gran mayoría de bases con los que tenía que competir en la liga. Sus promedios fueron de 6.3 puntos y 2.9 asistencias hasta que Chicago le cortó en el mes de marzo.

### Europa
Tras su paso por la NBA, El-Amin jugó en Gary Steelheads (IBL) y Dakota Wizards (NBDL) antes de empezar su carrera en Europa con el Estrasburgo de Francia en enero de 2002. En noviembre del mismo año se marchó a Israel a jugar en el  Maccabi Ironi Ramat Gan. Con el equipo hebreo llegó a semifinales de la Copa y promedió casi 20 puntos por partido. Un año después emigró al Beşiktaş turco, donde fue semifinalista de Liga en su primer año y MVP del All-Star en el segundo, además de participar en el FIBA Europe All-Star Game en 2005. De 2005 a 2007 se marchó al Azovmash Mariupol de Ucrania, donde logró el título de liga y el MVP de liga regular de playoffs en 2006. Un año después alcanzó la Final Four de la FIBA EuroCup cayendo en la final ante el Akasvayu Girona.
Tras una temporada, recaló en el Türk Telekom B.K. de Turquía, donde solo estuvo una campaña antes de regresar al Azovmash Mariupol.
En 2010 firma con el Lietuvos Rytas de Lituania.
[actualizar]

## Estadísticas de su carrera en la NBA

### Temporada regular
| Temporada | Edad | Equipo        | Liga | P  | TIT | MIN  | TC  | TCA | %TC  | 3P  | 3PA | %3P  | TL  | TLA | %TL  | R.OF. | R.DEF. | REB | ASIS | ROB | TAP | PER | FP  | PTS |
| 2000-01   | 21   | Chicago Bulls | NBA  | 50 | 14  | 18.7 | 2.3 | 6.2 | .370 | 0.6 | 1.7 | .333 | 1.1 | 1.4 | .778 | 0.4   | 1.2    | 1.6 | 2.9  | 1.0 | 0.0 | 1.1 | 2.0 | 6.3 |
| Carrera   |      |               | NBA  | 50 | 14  | 18.7 | 2.3 | 6.2 | .370 | 0.6 | 1.7 | .333 | 1.1 | 1.4 | .778 | 0.4   | 1.2    | 1.6 | 2.9  | 1.0 | 0.0 | 1.1 | 2.0 | 6.3 |

## Vida personal
Khalid se casó a los 16 años, fue padre a los 17 y tuvo que hacerse cargo de una familia desde tan temprana edad.
Su nombre significa "La espada de Dios" y "Digno de confianza". 
Era apodado por las universidades rivales como "fatboy" o "doughboy" debido a su oronda figura.
Anotó 34 puntos en la derrota ante la Universidad de Notre Dame que ponía fin a una racha de 10 partidos consecutivos ganando.